# 科塞昂香槟
科塞昂香槟（法語：Cossé-en-Champagne，法語發音：[kɔse ɑ̃ ʃɑ̃paɲ]）是法国马耶讷省的一个市镇，属于拉瓦勒区。

## 地理
科塞昂香槟（47°57'46"N, 0°20'2"W）面积20.88 平方千米，位于法国卢瓦尔河地区大区马耶讷省，该省份为法国西北部内陆省份，北起芒什省和奧恩省，西接伊勒-维莱讷省，南至曼恩-卢瓦尔省，东临萨尔特省。
与科塞昂香槟接壤的市镇（或旧市镇、城区）包括：维雷昂香槟、巴讷、索尔日、阿韦塞、瓦勒迪曼恩。

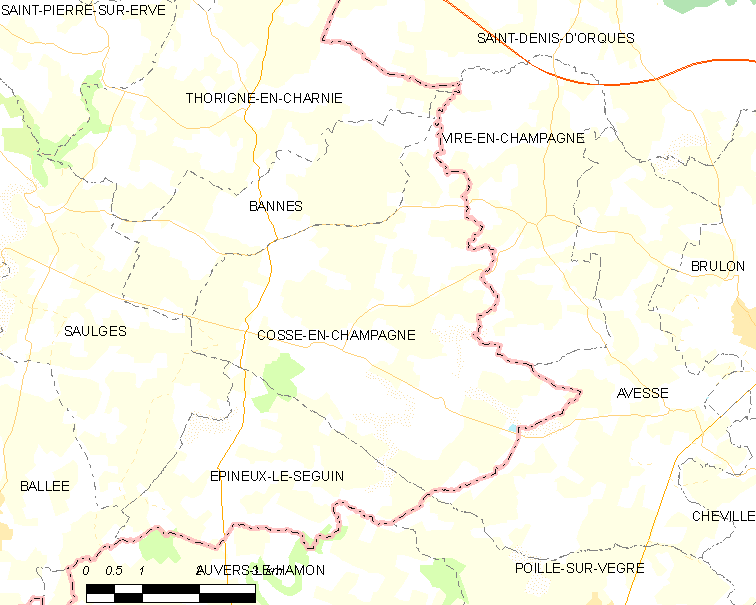
科塞昂香槟的OSM定位图

科塞昂香槟的时区为UTC+01:00、UTC+02:00（夏令时）。

## 行政
科塞昂香槟的邮政编码为53340，INSEE市镇编码为53076。

## 政治
科塞昂香槟所属的省级选区为梅莱迪迈讷县。

## 人口

1962-2008年间科塞昂香槟人口变化图示

科塞昂香槟于2022年1月1日时的人口数量为307人。